# 王宗俨
王宗俨（9世纪—925年），中國五代十国時代人物，前蜀高祖王建的义子。
事奉王建为义子，王建给他赐姓名王宗俨。开始担任指挥使。永平年间，击败岐国，长城关等四个关寨，立有战功。乾德年间，后主王衍东巡抵达秦州，任命王宗俨为随驾清道指挥使。后唐军入境，他和王宗勋、王宗昱为三招讨抵御。最后王宗俨归降后唐，被后唐魏王李继岌杀死。